# Pierre Lorillard III
 (février 2017).
Si vous disposez d'ouvrages ou d'articles de référence ou si vous connaissez des sites web de qualité traitant du thème abordé ici, merci de compléter l'article en donnant les références utiles à sa vérifiabilité et en les liant à la section « Notes et références ».
Pierre Lorillard III (1796 - 1867) était le petit-fils de Pierre Abraham Lorillard, le fondateur de la  P. Lorillard and Company qui deviendra la Lorillard Tobacco Company. Il a également développé le Tuxedo Park de New York, l'un des lieux au début du Country club.
Pierre est le troisième de la célèbre lignée des Pierre Lorillard.